# Javasmygsångare
Javasmygsångare (Locustella montis) är en fågel i familjen gräsfåglar inom ordningen tättingar.

## Utseende och läte
Javasmygsångaren är en brun tätting med ljus undersida och otydlig streckning på strupe och bröst. Sången består av en serie udda sträva toner.

## Utbredning och systematik
Javasmygsångaren delas in i två underarter med följande utbredning:
- Locustella montis montis – bergstrakter på östra Java
- Locustella montis timorensis – bergstrakter på Timor och Alor i östra Små Sundaöarna

Tidigare behandlades timorensis som en egen art, Locustella timorensis.

### Släktestillhörighet
Arten placerades tidigare i släktet Bradypterus men DNA-studier visar att de asiatiska medlemmarna av släktet står nära arterna i Locustella och förs därför numera dit.

### Familjetillhörighet
Gräsfåglarna behandlades tidigare som en del av den stora familjen sångare (Sylviidae). Genetiska studier har dock visat att sångarna inte är varandras närmaste släktingar. Istället är de en del av en klad som även omfattar timalior, lärkor, bulbyler, stjärtmesar och svalor. Idag delas därför Sylviidae upp i ett flertal familjer, däribland Locustellidae.

## Levnadssätt
Javasmygsångaren hittas i områden med tätt gräs och täta buskage i bergsbelägna skogsbryn. Liksom andre Locustella-arter hörs den oftare än ses.

## Status
Arten har ett stort utbredningsområde och beståndet anses stabilt. Internationella naturvårdsunionen IUCN listar den därför som livskraftig (LC).